# Andre Wolf

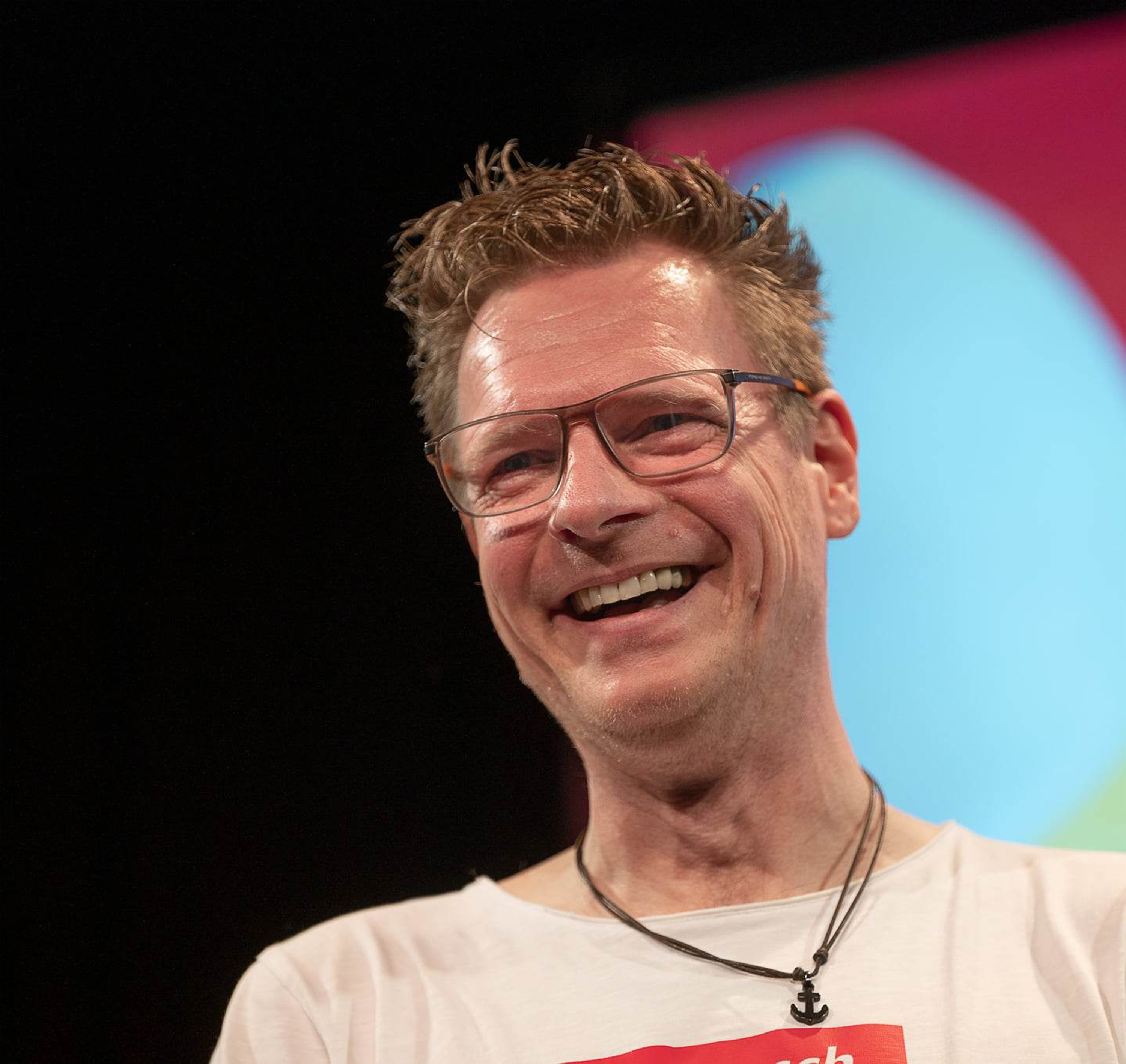
Andre Wolf (2023)

Andre Wolf (* 22. September 1977 in Versmold) ist ein deutscher Autor, Blogger und Experte für Social Media. Er arbeitet als Pressesprecher sowie als Content- und Social-Media-Koordinator beim österreichischen Verein Mimikama, der sich der Aufklärung über Internetmissbrauch widmet.

## Leben und Wirken
Wolf absolvierte 1997 sein Abitur am CJD-Gymnasium in Versmold und studierte anschließend bis 2002 evangelische Theologie, zunächst an der Kirchlichen Hochschule Bethel in Bielefeld und von 2002 bis 2004 an der Universität Münster; das Studium schloss er nicht ab. Von 2004 bis 2008 arbeitete er als Marktmanager im Einzelhandel und von 2008 bis 2015 als Verantwortlicher für Medien und Kommunikation bei der Rolf Nagel GmbH.
Seit 2013 ist Wolf beim Verein Mimikama als Blogger, Content- und Social-Media-Koordinator tätig – zunächst ehrenamtlich, seit 2015 als fester Mitarbeiter. 2022 rief Wolf gemeinsam mit Dominik Timpel von Radio 88.6 den Podcast „Mimikama das glauben?“ ins Leben, um über aktuelle Fake News, Kettenbriefe, Abofallen oder Betrugsversuche zu sprechen und ein Big Topic aus den Bereichen Internetsicherheit, Informationssicherheit und Online-Kommunikation zu besprechen.
Wolf veröffentlichte zwei Bücher und schrieb seit 2014 verschiedene Kolumnen, zum Beispiel für die BILD-Digital, für das Jugendmagazin BENTO des Magazins Der Spiegel oder die Kolumne „Der goldene Aluhut – Die Verschwörung der Woche“ (2020) in den Salzburger Nachrichten. Er ist als Vortragender und Experte auf verschiedenen Podien tätig.  Zudem entwickelt er Bildungsformate im Bereich Media Literacy, bildet Lehrer sowie Studierende an verschiedenen Hochschulen fort und wirkt als externer Lehrbeauftragter und Referent.
Während der COVID-19-Pandemie war er Berater im Digitalen Krisenstab des Österreichischen Bundeskanzleramtes, der gegründet wurde, um Gerüchten, unbestätigten Meldungen und bewusst gestreuten Falschinformationen entgegenzutreten. Er arbeitet beratend in der Bundesstelle für Sektenfragen im Ausschuss „Verschwörungstheorien“, wo er die „Handlungsempfehlungen zum Thema Verschwörungstheorien in Zusammenhang mit der COVID-19-Pandemie“ mitentwickelte. Wolf sitzt überdies im nationalen No Hate Speech Komitee Austria, das No Hate Speech Movement wurde 2013 auf Initiative des Europarates ins Leben gerufen.
In den Medien erschien Wolf mehrfach als Experte für Social Media und wirkte in verschiedenen Produktionen und Formaten mit, darunter die 3-teilige Doku Verschwörungswelten (2020), die in ORF und ZDF mehrfach ausgestrahlt wurde. Wolf ist seit 2019 fester Bestandteil der von Clemens Maria Schreiner moderierten österreichischen TV-Show Fakt oder Fake (ORF). Außerdem ist er ein Hauptcharakter der Doku Gefahr Fake News! Wenn die Wahrheit stirbt, die 2022 vom österreichischen Sender Puls4 erstausgestrahlt wurde. Seit 2023 hat er sein eigenes Stand-Up Bühnenprogramm The Internet is for P*rn. In diesem Format thematisiert er auf unterhaltsame Weise Social-Media-Inhalte.
Im Februar 2023 machte er aufgrund seiner privaten Energiesparmaßnahmen auf sich aufmerksam. Die bundesweite Berichterstattung über seine persönlichen Anpassungen an die Energiekrise und den Klimawandel sorgten für Diskussionen auf Social Media, die auch Drohanrufe zur Folge hatten.
Wolf lebt seit 2015 in Wien.

## Auszeichnungen
Mit Mimikama wurde Wolf zum Blogger des Jahres 2016 gewählt. 2020 gewann er mit Mimikama den Menschenrechtspreis der Düsseldorfer Symphoniker.

## Buchveröffentlichungen
- mit Tom Wannenmacher: Die Fake-Jäger. Komplett-Media, München 2016, ISBN 978-3-8312-0441-0.
- Angriff auf die Demokratie. Edition a, Wien 2021, ISBN 978-3-99001-491-2.